# Georg Glockendon
Georg Glockendon el Viejo (1484-1514) fue un grabador, pintor e impresor de Núremberg (Alemania). Famoso en vida por sus xilografías, también fue un prolífico impresor que publicó numerosos de los trabajos de Erhard Etzlaub. El Erdapfel, el globo terrestre cartografiado por Martin Behaim, es la más conocida de sus realizaciones, la mayoría de las cuales no han podido ser identificadas. Como miembro de los Glockendon, una familia de artistas, era el padre del miniaturista y también grabador en madera Albrecht (que se hizo cargo del taller familiar), y del maestro ilustrador Nikolaus.